# Манастир (Хасковська область)
Манасти́р (болг. Манастир) — село в Хасковській області Болгарії. Входить до складу общини Хасково.

## Населення
За даними перепису населення 2011 року у селі проживали 222 особи.
Національний склад населення села:
| Національність   | Кількість осіб | Відсоток |
| ---------------- | -------------- | -------- |
| болгари          | 130            | 59,1%    |
| турки            | 82             | 37,3%    |
| цигани           | 8              | 3,6%     |
| інша             | 0              | 0%       |
| не визначились   | 0              | 0%       |
| Всього відповіли | 220            |          |

Розподіл населення за віком у 2011 році:
Динаміка населення: